# Міядзава Кендзі
Кенджі Міядзава (яп. 宮沢賢治) (* 27 серпня 1896 — † 21 вересня 1933) — видатний японський поет та автор дитячої літератури ранніх років періоду Шьова. З ранніх літ і до останніх днів життя був палким прибічником вчення буддійської Сутри Лотоса (в традиції Нітірен), зміст якої він намагався донести у своїх творах. Був вегетаріанцем, активістом та націоналістом.

## Біографія
Міядзава Кенджі народився 27 серпня 1896 року в селі Ханамакі, в префектурі Івате у сім'ї заможних і благочестивих лихварів-буддистів. Він був найстаршим з п'яти дітей у сім'ї. З юних років Міядзаву дуже гнітило те, що багаті родичі живуть «на широку ногу» за рахунок мізерних збережень селян.
У 1918 році Міядзава закінчив Вищу школу сільського господарства і лісництва в Моріока, де залишався на протягом двох років аспірантом, досліджуючи ґрунти. Міядзава самотужки вивчив декілька іноземних мов, англійську, німецьку та есперанто, захоплювався класичною музикою, біологією, геологією та астрономією. Він був активним студентом і тому науковий керівник хотів зробити Кенджі асистентом професора.

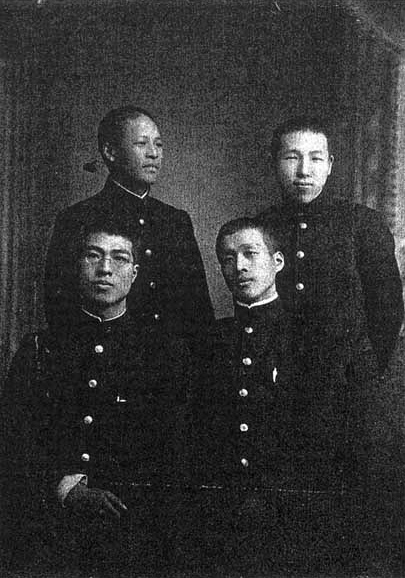
Міядзава Кенджі (стоїть праворуч) та редакторський колектив студентського сільськогосподарського журналу «Азалія», 1917 рік

Але академічній кар'єрі завадили розбіжності у поглядах з батьком. Кенджі було огидно через сімейний лихварський бізнес та отримання процентних прибутків від відданого під заставу майна бідних селян. Це привело до передачі прав успадкування ломбардом молодшому братові, який, у майбутньому, під впливом старшого брата перетворив ломбард на лавку. До цих сімейних негараздів додалося ще й розчарування Міядзави у своїх спробах звернути батька-амідаїста до особливої пошани Сутри Лотоса. Міядзава вважав ідеологію буддистської школи Джьодо неспроможною і зневажав її занепокоєність матеріальним станом і соціальним статусом. Не знайшовши в сім'ї розуміння своїх релігійних і соціальних поглядів, майбутній письменник у 1921 році їде в Токіо.
Будучи зі своїм другом в Токіо, Міядзава познайомився з творчістю поета Сакутаро Хаґівара, яке надихнуло його до літературної діяльності. У столиці Міядзава пробув дев'ять місяців. Протягом цього часу він завзято відвідував навчальну групу буддійської традиції Нітірен і написав багато дитячих оповідань. Молодий письменник був вимушений повернутися в рідне місто через хворобу (і скору після неї смерть) своєї улюбленої сестри Тосіко. Ця подія стала глибоким потрясінням в житті Міядзави, в ніч після її смерті він пише три прощальних вірша: «Ранок розлуки», «Соснові голки» та «Безмовний плач».
У грудні 1921 року Міядзава стає викладачем сільськогосподарської середньої школи в Ханамакі (花巻学校). Невдовзі, разом з тим, він починає вести курси для дорослих, адресовані в першу чергу селянам і посвячені покращенню методів ведення общинного господарства.
Для учнів їхній учитель був ексцентричним диваком, який наполягав, щоб навчання протікало через фактичний, особистий досвід вивчення навколишнього світу. Він часто бере з собою дітей з класу, як для навчання на відкритому повітрі, так і просто для приємних прогулянок по полям і горам. Окрім того, діти влаштовували вистави, сценарії до яких вони писали самотужки.
У 1922 році Міядзава від'їжджає на Південний Сахалін і починає роботу над своїм знаменитим твором про смерть, романом-алегорією «Ніч на галактичній залізничній дорозі» (銀河鉄道の夜). Також зустрічається й інший переклад назви — «Ніч у потязі на срібній річці» (наприклад у збірці «Зірка Козодоя»).
У 1924 заощадженнями зі своєї мізерної зарплатні він зміг фінансувати видання своєї першої збірки дитячих оповідань та казок «Ресторан, де виконують побажання» (注文の多い料理店) і частину віршованої збірки «Весна і Асура» (春と修羅). Хоч ці книги й не мали комерційного успіху, Міядзава привернув увагу поетів Котаро Такамура і Сімпей Кусано, які захоплювалися його творчістю і представили роботи Кенджі літературному світові.
У 1926 році Міядзава залишив вчительську посаду і аж до своєї смерті у 1933 році вів боротьбу за покращення матеріального й духовного життя бідних селян рідної провінції. Він намагається самотужки займатися землеробством, впроваджує нові сільськогосподарські технології і нові сорти насіння. У нього є відома праця «Загальний вступ до мистецтва агрономії», написана у віршах. У 1926 році Міядзава створює «Асоціацію селян Расу» для допомоги малозабезпеченим, вчить землеробів правильно вживати добрива, покращувати урожаї рису, подорожує по селам з лекціями про науку культивування рису і роздає гроші нужденним. Окрім агрономічної діяльності Асоціація також займалася музикою і проведенням різноманітних культурних заходів.
Тяжка фізична праця підкосила слабке здоров'я (довгі роки він страждав від туберкульозу) і Міядзава у 1931 році захворює плевритом, який не покидав його з цих пір і до кінця життя.
Останнім крупним починанням Міядзави була його робота над створенням у 1931 році фірми по виробництву сільськогосподарських добрив. Його батько створив фонд, щоб допомогти компанії розширюватися, і натхненний Міядзава працював з подвоєним завзяттям. Але плеврит повернувся, і письменника прикувало до ліжка до самої його смерті 21 вересня 1933 року.
Народ префектури Івата почитає Міядзаву як «Кенджі-бодхісаттву» за його старання допомогти бідним селянам.

## Літературна спадщина
Міядзава був талановитим та плідним автором; особливість його робіт — гостра любов до землі та людей. Працюючи швидко, він написав велику кількість дитячих оповідань, веселих та гумористичних — призначених для морального виховання читача. Також їм створено декілька п'єс для своїх учнів. Хоч Міядзава і писав вірші у класичній формі танка, основний об'єм його літературної спадщини це приблизно 400 поем написаних у вільному стилі (верлібр) і датованих 1922–1933 роками.
Його поеми відмічені великою свободою в манері викладу своїх думок, частим використанням наукових термінів, іншомовних слів, китайських граматичних конструкцій, санскритських фраз, і навіть інколи слів на есперанто; широким вживанням розмовної мови; нетрадиційними предметами й образами; сміливими рисунками ритму та інтонації, отриманих за рахунок алітерацій і повторень голосних.
Міядзава був знайомий з працями його попередників, ранніх поетів-модерністів, і його занепокоєність тяжким положенням селян і часом наполеглива демонстрація суто особистих переживань показує, що Міядзава віддавав шану пролетарському руху і романтичним школам.
Його специфічна поетична манера живиться з двох джерел. Перше — синестезія, що стала очевидною після його знайомства протягом 1921–1926 років з музикою Дебюссі, Вагнера та Штрауса. Близько зв'язані з цим джерелом і його містичні видіння, в яких він споглядав бодхісаттву Каннон, Будду, боротьбу демонів чи чув демонічні крики.
Друге і найбільше джерело його поезії виникає із слідування Міядзави буддійським ідеалам, через безшлюбність, відмова від матеріальних цінностей та життя в строгому самозреченні. Його поезія — це історія духовного сходження, написана з болем чи іронією про тріумфи чи падіння на духовному поприщі. У збірці віршів «Весна і Асура» Міядзава називає себе несамовитим, злим демоном, асурою, котрий по своєму єству вимушений боротися з усіма навкруги. Він часто святкує оновлення навколишнього світу і радується небу, хмарам, снігу та горам. Чи в громі й дощу, в знищених стихією полях рису відчувається його подавлене мовчання. Міядзава з усіх сил старався допомагати оточуючим його людям долати бідність та муки, і був більше взірцем жалісливої людини, ніж свідомим поетом. Такамура Котаро бачив Міядзаву, не просто формальним, академічним віршописцем, а й людиною, що зробила своє життя поезією.
Найвідомішим віршем Міядзави вважається «Не здаватися дощу», в якому поет описав свої ідеали скромності, самозречення та служіння іншим.

## Народна пам'ять
Після смерті Міядзави у його домі було знайдено дуже багато рукописів та чернеток, і, завдяки допомозі друзів з літературних кругів, у 1934-35 роках було видано тритомник творів Міядзави. На сьогоднішній день повна збірка творів Міядзави складає 18 томів віршів, оповідей та повістей.
У знак 50-ї річниці смерті письменника на його батьківщині у Ханамакі, в 1982 році було відкрито музей. Експозицію представили деякі рукописи та особисті речі автора, що вціліли після американського бомбардування часів Другої світової війни.
У 1996, сота річниця Міядзави Кендзі святкувалася виставками не тільки на його батьківщині в префектурі Івата, а й і по всій Японії. Численні книги, телепередачі, документальні та художні (див. нижче) фільми стали свідками того, що Кендзі дійсно є народним письменником.
Хоч Міядзава Кендзі є одним із найбільш читаних і найулюбленіших авторів в сучасній Японії, він відносно мало відомий за її кордонами.

## Екранізації
Твори Міядзави Кенджі неодноразово екранізувались, переважно у вигляді анімаційних стрічок. Перша екранізація відбулася у 1940 році. Це був повнометражний ігровий фільм «Хлопчик вітру Матасабуро» (Kaze no Matasaburo — 風の又三郎) режисера Сіма Кодзі. Найбільш значимі анімаційні екранізації:
1982 — режисер Такахата Ісао екранізував розповідь «Віолончеліст Ґош» (Serohiki no Goshu — セロ弾きのゴーシュ) у вигляді повнометражного анімаційного фільму.
1983 — режисер Суґії Ґісабуро екранізував «Ніч на галактичній залізничній дорозі» у вигляді повнометражного анімаційного фільму.
1988 — режисер Рінтаро екранізував «Хлопчик вітру Матасабуро» у вигляді односерійного OVA.
1993 — режисер Таданарі Окамото зробив анімаційний фільм по мотивам твору «Ресторан, де виконують побажання».
1994 — режисер Рютаро Накамура зробив анімаційний фільм «Життя Ґусуко Будорі» (Gusukobudori no Denki — グスコーブドリの伝記).
2006 — режисер та художник-постановник студії Ghibli Кадзуо Ога зробив анімаційний фільм «Ніч Танеямаґахари» (Taneyamagahara no Yoru — 種山ヶ原の夜) за мотивами однойменної п'єси Міядзави.
У 1996 році на 100-у річницю з дня народження Міядзави Кенджі було випущено біографічний анімаційний фільм Шьоджі Каваморі «Іхатовська фантазія: Весна Кенджі» (— イーハトーブ幻想 Kenjiの春; американська назва «Spring and Chaos»). Як і в творі «Ніч на галактичній залізничній дорозі», герої були зображені у вигляді котів.
2016 — Кенджі Міядзава стає одним із героїв аніме "Літературні генії — Бродячі пси" за мотивами однойменної манґи. 

## Переклади українською мовою
- Царівни полів. Вірш (пер. з япон. Мирон Федоришин). — «Всесвіт», 2004, № 7—8.
- Кенджі Міядзава. Вірші (пер. з яп. Комаха Олександр). — «Всесвіт», 2018, № 1—2.
- Ресторан, де виконують побажання (пер. з яп. Ігор Дубінський). — Кальварія, 2016. ISBN 978-966-663-360-9